# 塔子山公园站
塔子山公园站位于中華人民共和國四川省成都市锦江区，是成都地铁2号线的地下车站。

## 车站概要
本站位于大凉山路和安宁河路交叉路口东侧地块地下，呈东西走向，于2012年9月16日开通使用。

## 车站结构

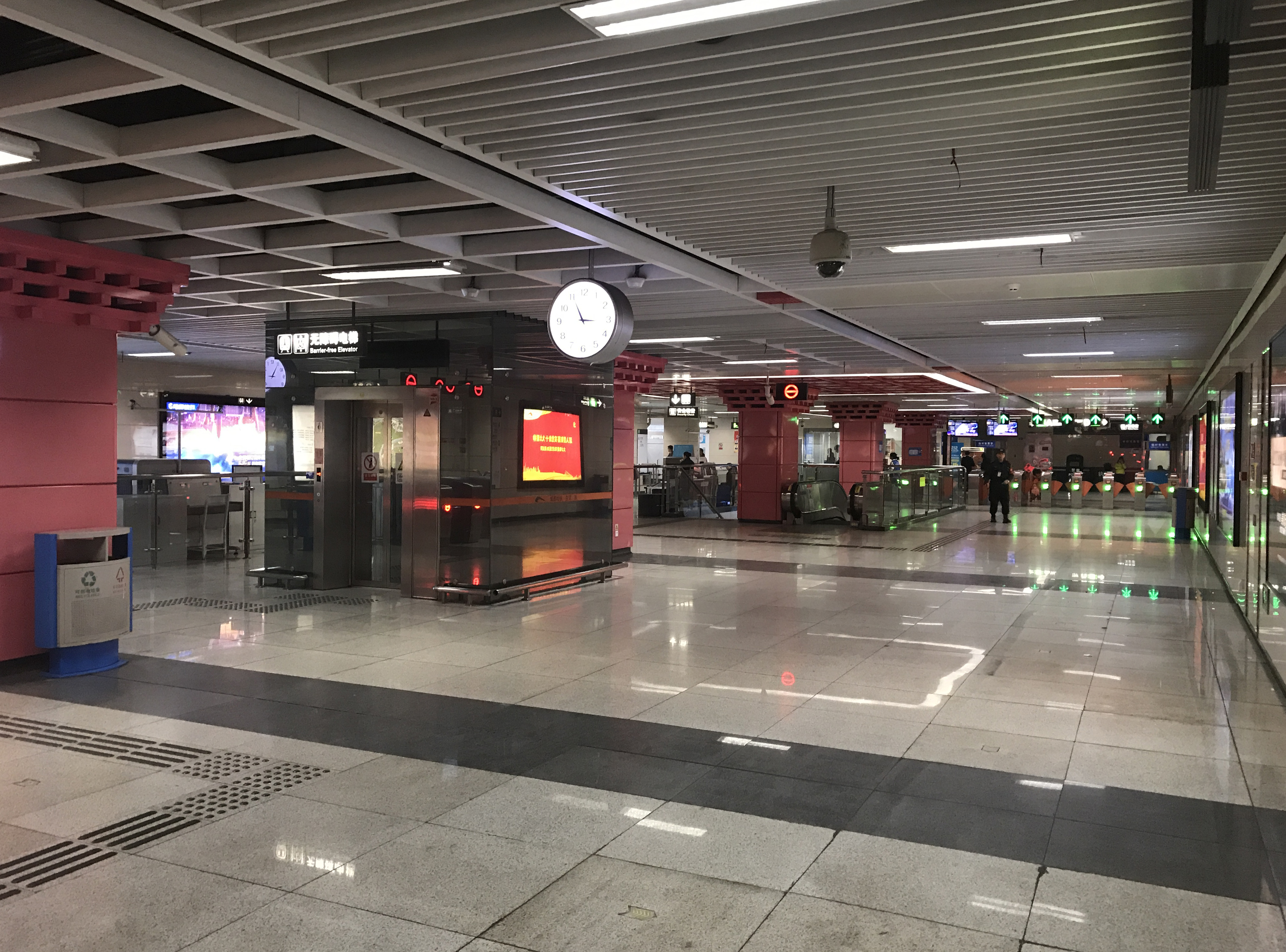
站厅层
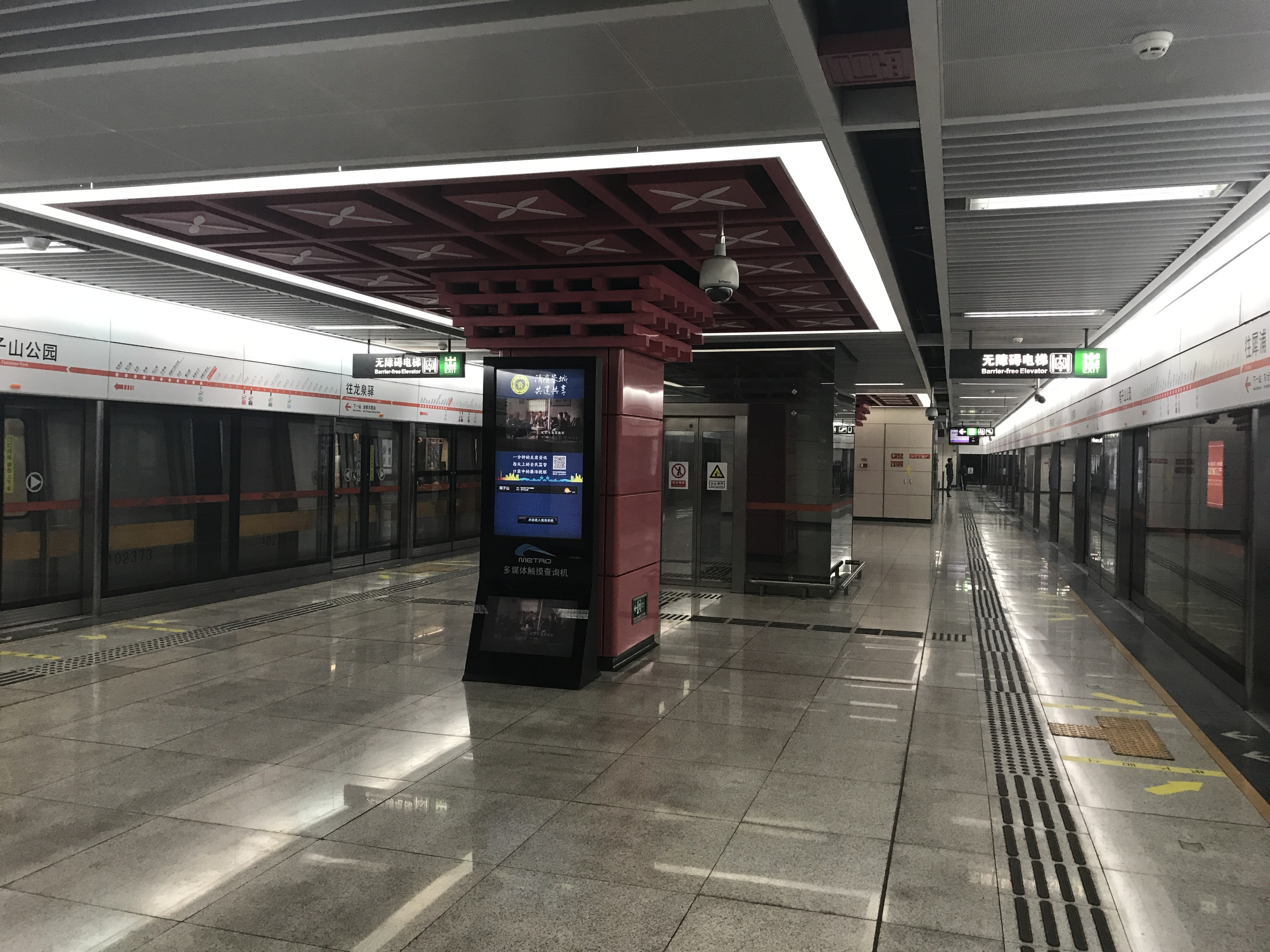
站台层

本站为两层岛式站台车站，全长149.5米。
| 地面              | 0    | 出口A·D                                                                                                 |
| 地下一层          | 站厅 | 自助购票 客服中心                                                                                       |
| 地下二层          | 站台 | \| \| \| 2号线往犀浦（东大路） \| \| 島式 · 開左邊车门 \| \| \| \| \| \| 2号线往龙泉驿（成都东客站） \| |
|                   |      | 2号线往犀浦（东大路）                                                                                   |
| 島式 · 開左邊车门 |      | |
|                   |      | 2号线往龙泉驿（成都东客站）                                                                             |

- 站厅层
- 站台层

## 出入口
本站目前开放2个出入口。
|          |              |                                                                 |      |
| 编号     | 设施         | 指示                                                            | 照片 |
|          | 无障碍卫生间 | 安宁河路、东大街、下沙河铺街                                    |      |
| 出口 · B |              | （暂未开通）                                                    |      |
| 出口 · D | 无障碍电梯   | 大凉山路、岷江路、塔子山公园、川大华西春熙医院·省四医院沙河院区 |      |

## 历史
- 2010年7月31日，主体结构完工[3]；
- 2012年9月16日，正式启用[1]。